# Голицынский пограничный институт ФСБ России
Голицынский пограничный институт Федеральной службы безопасности Российской Федерации — федеральное государственное казённое образовательное учреждение высшего профессионального образования по подготовке офицерского состава для пограничных войск ФПС ФСБ России.
Одно из старейших военно-учебных заведений Погранслужбы России (ведёт историю от пограничной школы ОГПУ СССР, существовавшей в 1930—1953 годах). В современном виде существует с 1967 года. Расположен в подмосковном городе Голицыно.

## История

### Предшественники
Официальную историю институт отсчитывает от 14 ноября 1930 года, когда приказом ОГПУ № 386/180 в Новом Петергофе Ленинградской области была основана Первая школа пограничной охраны и войск ОГПУ. За долгую историю школа сменила несколько названий.
В Великую Отечественную войну во второй половине августа 1941 года курсанты двух батальонов Ново-Петергофского военно-политического училища пограничных и внутренних войск НКВД имени К. Е. Ворошилова ценою собственных жизней смогли приостановить под Красногвардейском (ныне Гатчиной) прорыв трех германских танковых дивизий к Ленинграду. Пятьдесят дней немногие оставшиеся в живых курсанты и преподаватели училища находились в непрерывных боях, защищая Ленинград.
Их героизм был отмечен высокой государственной наградой: 10 февраля 1943 года указом Президиума Верховного Совета СССР за образцовое выполнение боевых заданий командования на фронте, мужество, стойкость и отвагу в борьбе с немецко-фашистскими захватчиками училище было награждено орденом Красного Знамени. Среди выпускников училища есть несколько Героев Советского Союза.
В апреле 1942 года учебное заведение передислоцировано в Саратов, где в послевоенные годы продолжилась подготовка офицеров-политработников для войск НКВД.
25 декабря 1953 года на основании приказа МВД СССР № 01173 училище было расформировано.

### Воссоздание
3 октября 1967 года Совет Министров СССР принял постановление о создании Высшего пограничного военно-политического училища, для которого были построены учебные корпуса и военный городок в Голицыно под Москвой. С 5 апреля 1972 года по приказу председателя КГБ учебное заведение стало именоваться Высшим пограничным военно-политическим Краснознамённым училищем КГБ при Совете министров СССР имени К. Е. Ворошилова, тогда же оно было признано преемником Ново-Петергофского военно-политического училища пограничных и внутренних войск НКВД им. К. Е. Ворошилова, с передачей ему ордена Красного Знамени и имени К. Е. Ворошилова из наименования последнего.
По мере развития училища при нём начали функционировать школа прапорщиков, курсы усовершенствования офицерского состава, спецфакультет по подготовке кадров для социалистических стран (Куба, Монголия и другие)
Указом Президиума Верховного Совета СССР от 23 октября 1980 года за успехи в подготовке кадров училище было награждено орденом Октябрьской Революции.
В соответствии с распоряжением Президента СССР № 2781 от 24 октября 1991 года на основании приказа председателя КГБ СССР Высшее пограничное военно-политическое ордена Октябрьской Революции Краснознамённое училище имени К. Е. Ворошилова КГБ СССР преобразовано в Высшее пограничное ордена Октябрьской Революции Краснознамённое училище КГБ СССР.
5 мая 1993 года согласно Постановлению № 421 Совета Министров РФ Высшее пограничное училище было преобразовано в военный институт пограничных войск РФ, позднее переименовано в Голицынский военный институт Федеральной пограничной службы РФ.

## Деятельность в современное время
В соответствии с действующей лицензией Федеральной службы по надзору в сфере образования и науки в институте реализуются образовательные программы послевузовского, высшего, среднего и дополнительного профессионального образования.
Институт осуществляет подготовку офицеров и прапорщиков Пограничной службы Федеральной службы безопасности Российской Федерации.
Подготовка офицеров с высшим профессиональным образованием по специальностям.
Очная форма обучения:
- юриспруденция, специализация — пограничная деятельность, квалификация — специалист;
- психология, специализация — психология служебной деятельности, квалификация — специалист;
- юриспруденция, специализация — правовое обеспечение национальной безопасности, квалификация — специалист.

Заочная форма обучения:
- правовое обеспечение национальной безопасности (специалист);
- юриспруденция (бакалавр);
- управление пограничной деятельностью (бакалавр).

Институт осуществляет подготовку прапорщиков (среднее профессиональное образование).
Очная форма обучения:
- правоохранительная деятельность (в том числе в филиале Института в г. Ставрополь);
- многоканальные телекоммуникационные системы (в филиале Института в г. Ставрополь) — по данному направлению набор больше не ведется с 2018 года[источник не указан 2381 день];
- пограничная деятельность (в том числе в филиале Института в г. Ставрополь).

Выпускники училища (института) участвовали в Афганской войне и во многих вооружённых конфликтах на территории бывшего СССР. К 2015 году в боевых действиях погибли свыше 50 его выпускников. За подвиги в Афганистане звания Героев Советского Союза присвоено Н. Н. Лукашову и В. Д. Капшуку.

## Начальники
- генерал-майор Курский, Павел Петрович[6] 1968—1970 гг.
- генерал-майор Чиркин, Павел Александрович[7] 1970—1982 гг.
- генерал-майор Колосков, Юрий Вениаминович[8] 1982—1990 гг.
- генерал-майор Олефир, Виктор Остапович[9] 1990—1997 гг.
- генерал-майор Коровенко, Юрий Алексеевич 1997—2003 гг.
- генерал-майор Городинский, Владимир Иванович 2003—2010 гг.
- генерал-майор Костриков, Олег Игоревич 2010—2015 гг.
- генерал-майор Коньшин, Владислав Анатольевич[10] 2015—2019 гг.
- генерал-майор Щеблыкин, Виктор Николаевич 2019—н. в.